# (3798) de Jager
(3798) de Jager est un astéroïde de la ceinture principale.

## Description
(3798) de Jager est un astéroïde de la ceinture principale. Il fut découvert le 16 octobre 1977 à l'Observatoire Palomar par Cornelis Johannes van Houten, Ingrid van Houten-Groeneveld et Tom Gehrels. Il présente une orbite caractérisée par un demi-grand axe de 2,17 UA, une excentricité de 0,08 et une inclinaison de 2,4° par rapport à l'écliptique.

## Nom
Il est nommé en l'honneur de l'astronome néerlandais Kees de Jager.

## Compléments